# Schlangenadler (Unterfamilie)
Die Unterfamilie der Schlangenadler (Circaetinae) gehört zur Familie der Habichtartigen (Accipitridae) und umfasst mittelgroße bis sehr große Arten mit meist sehr breiten Flügeln und einem großen Kopf.

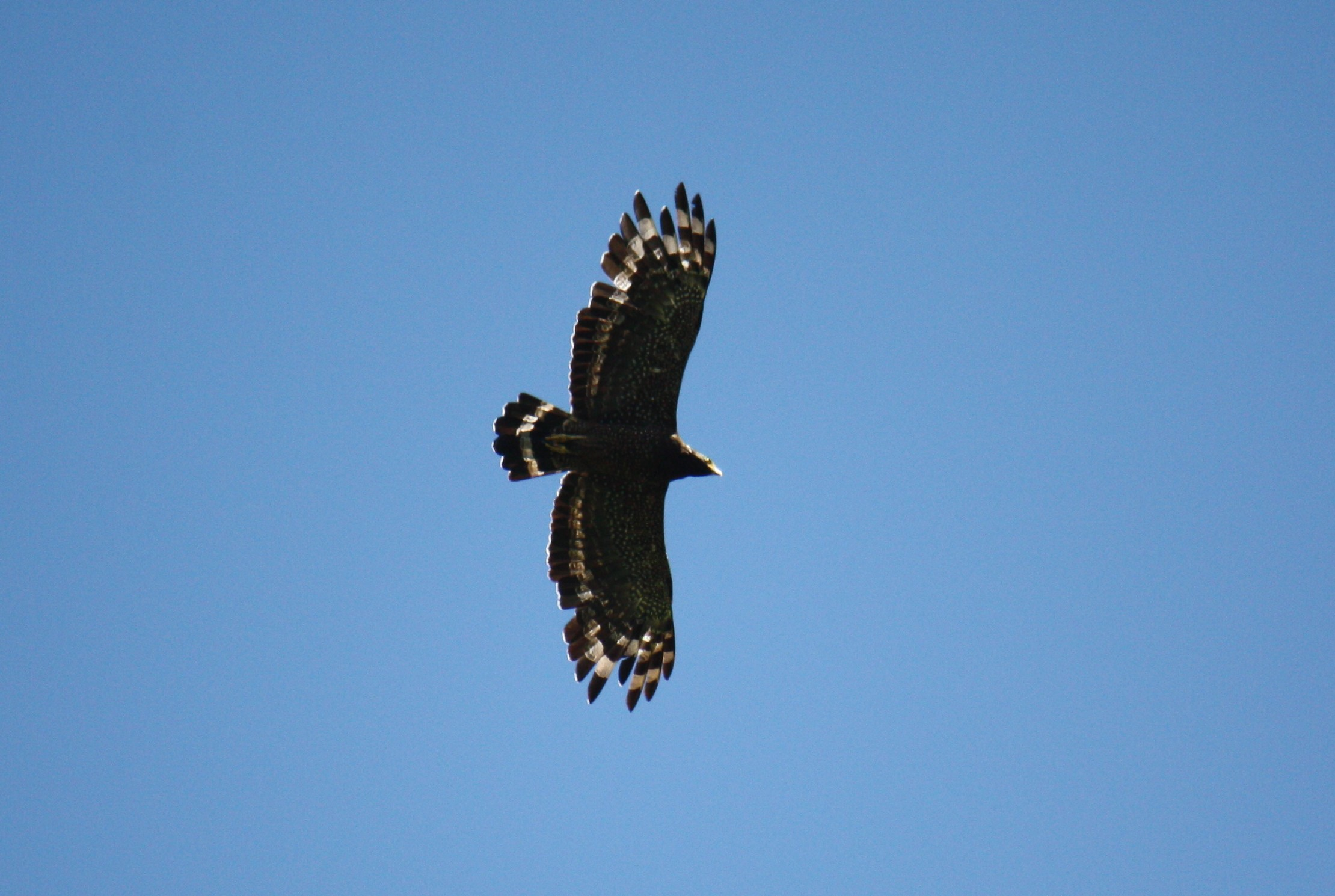
Haubenschlangenadler (Spilornis cheela)

Die meisten Arten sind auf Schlangen und Eidechsen als Nahrung spezialisiert, der Gaukler erbeutet ein breites Spektrum an Wirbeltieren und frisst auch Aas. Der Affenadler nimmt hinsichtlich Größe und Lebensweise eine Sonderstellung in der Gruppe ein, seine Zugehörigkeit zu dieser Gruppe wurde erst durch neuere molekulargenetische Untersuchungen festgestellt. Die Arten der Unterfamilie leben in den gemäßigten und warmen Teilen der Alten Welt.

## Gattungen und Arten
- Schlangenadler (Circaetus) – 6 Arten[1]
  - Bandschlangenadler (Circaetus cinerascens von Muller, JW, 1851)
  - Beaudouin-Schlangenadler (Circaetus beaudouini Verreaux & Des Murs, 1862)
  - Einfarb-Schlangenadler (Circaetus cinereus Vieillot, 1818)
  - Graubrust-Schlangenadler (Circaetus fasciolatus Kaup, 1847)
  - Schlangenadler (Circaetus gallicus (Gmelin, 1788))
  - Schwarzbrust-Schlangenadler (Circaetus pectoralis Smith, A, 1829)

- Dryotriorchis
  - Kongoschlangenadler (Dryotriorchis spectabilis (Schlegel, 1863))

- Pithecophaga
  - Affenadler (Pithecophaga jefferyi Ogilvie-Grant, 1896)

- Schlangenweihen (Spilornis) – 7 Arten
  - Haubenschlangenadler (Spilornis cheela (Latham, 1790))
  - Nikobarenschlangenweihe (Spilornis minimus Hume, 1873)
  - Kloss-Schlangenweihe (Spilornis klossi Richmond, 1902)
  - Bergschlangenweihe (Spilornis kinabaluensis Sclater, WL, 1919)
  - Celebesschlangenweihe (Spilornis rufipectus Gould, 1858)
  - Philippinenschlangenweihe (Spilornis holospilus  (Vigors, 1831))
  - Andamanenschlangenweihe (Spilornis elgini (Blyth, 1863))

- Terathopius
  - Gaukler (Terathopius ecaudatus  (Daudin, 1800))